# Sousville
Ne doit pas être confondu avec Susville.
Sousville est une commune française située dans le département de l'Isère en région Auvergne-Rhône-Alpes.
Ses habitants sont appelés les Sousvillois.

## Géographie

### Situation et description
Sousville est une commune du sud-est de la France située dans la région naturelle de la Matheysine dans la partie méridionale du département de l'Isère, positionnée à proximité de la ville de La Mure.

### Géologie

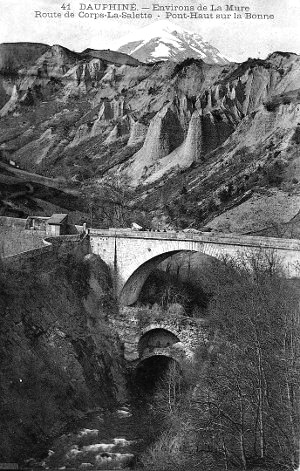
Les demoiselles.

Au Pont-Haut, les demoiselles coiffées de Roizonne sont un des sites géologiques remarquables de l'Isère.

### Climat
Pour des articles plus généraux, voir Climat d'Auvergne-Rhône-Alpes et Climat de l'Isère.
En 2010, le climat de la commune est de type climat des marges montargnardes, selon une étude du Centre national de la recherche scientifique s'appuyant sur une série de données couvrant la période 1971-2000. En 2020, Météo-France publie une typologie des climats de la France métropolitaine dans laquelle la commune est exposée à un climat de montagne ou de marges de montagne et est dans la région climatique Alpes du sud, caractérisée par une pluviométrie annuelle de 850 à 1 000 mm, minimale en été.
Pour la période 1971-2000, la température annuelle moyenne est de 9,8 °C, avec une amplitude thermique annuelle de 17,8 °C. Le cumul annuel moyen de précipitations est de 1 078 mm, avec 8,9 jours de précipitations en janvier et 6 jours en juillet. Pour la période 1991-2020, la température moyenne annuelle observée sur la station météorologique de Météo-France la plus proche, « La Mure-radome », sur la commune de La Mure à 2 km à vol d'oiseau, est de 8,5 °C et le cumul annuel moyen de précipitations est de 948,6 mm,. Pour l'avenir, les paramètres climatiques de la commune estimés pour 2050 selon différents scénarios d'émission de gaz à effet de serre sont consultables sur un site dédié publié par Météo-France en novembre 2022.

### Lieux-dits et écarts
Villaret-Reynaud,
la Faurie,
le Sauze,
le Pivol,
la Croix,
la Tuilerie,
les Théaumes,
le Crozet,
les Rampes,
Pont-Haut.

## Urbanisme

### Typologie
Au 1er janvier 2024, Sousville est catégorisée commune rurale à habitat dispersé, selon la nouvelle grille communale de densité à sept niveaux définie par l'Insee en 2022.
Elle est située hors unité urbaine. Par ailleurs la commune fait partie de l'aire d'attraction de Grenoble, dont elle est une commune de la couronne,. Cette aire, qui regroupe 204 communes, est catégorisée dans les aires de 700 000 habitants ou plus (hors Paris),.

### Occupation des sols
L'occupation des sols de la commune, telle qu'elle ressort de la base de données européenne d’occupation biophysique des sols Corine Land Cover (CLC), est marquée par l'importance des territoires agricoles (89,9 % en 2018), en diminution par rapport à 1990 (91,8 %). La répartition détaillée en 2018 est la suivante : 
zones agricoles hétérogènes (85,2 %), forêts (7,9 %), prairies (4,7 %), zones urbanisées (1,9 %), milieux à végétation arbustive et/ou herbacée (0,3 %). L'évolution de l’occupation des sols de la commune et de ses infrastructures peut être observée sur les différentes représentations cartographiques du territoire : la carte de Cassini (XVIIIe siècle), la carte d'état-major (1820-1866) et les cartes ou photos aériennes de l'IGN pour la période actuelle (1950 à aujourd'hui).

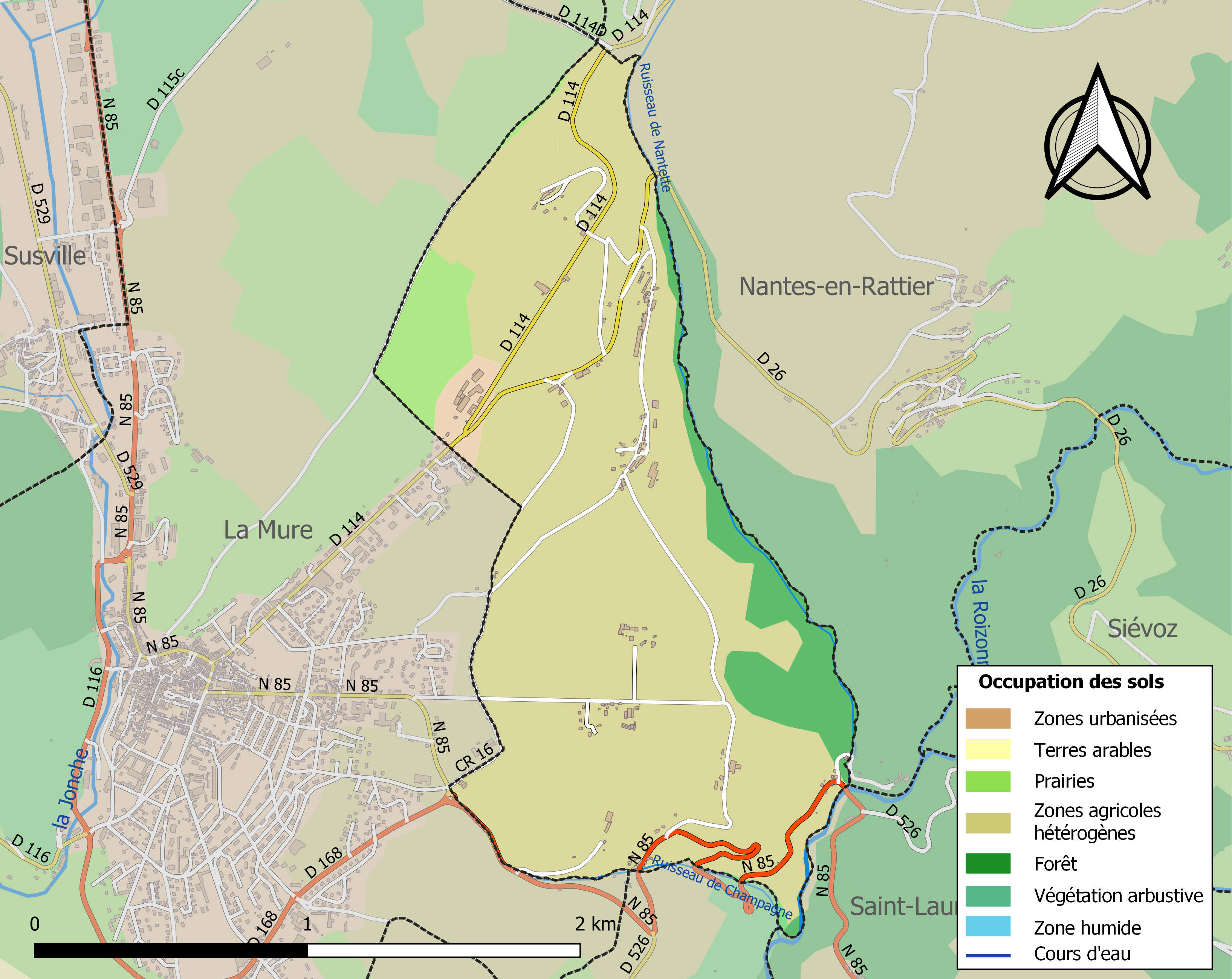
Carte des infrastructures et de l'occupation des sols de la commune en 2018 (CLC).

### Risques naturels et technologiques

#### Risques sismiques
L'ensemble du territoire de la commune de Sousville est situé en zone de sismicité no 3, comme la plupart des communes de son secteur géographique. Ce territoire se situe cependant au sud de la limite d'une zone sismique classifiée de « moyenne ».
| Type de zone | Niveau            | Définitions (bâtiment à risque normal) |
| ------------ | ----------------- | -------------------------------------- |
| Zone 3       | Sismicité modérée | accélération = 1,1 m/s2                |

## Toponymie
« subtus villam Mure » au XIVe siècle, signifiant « située en dessous de la ville de La Mure ».

## Économie
Commune de moyenne montagne, Sousville présente une activité agricole importante.

## Politique et administration

### Liste des maires
| Période                                  | Période  | Identité        | Étiquette | Qualité              |
| ---------------------------------------- | -------- | --------------- | --------- | -------------------- |
| Les données manquantes sont à compléter. |          |                 |           |                      |
| avant 1988                               | 2008     | Maxime Vial     |           |                      |
| 2008                                     | 2022     | Jean-Noël Luyat | SE        | Agriculteur retraité |
| 2022                                     | En cours | Denis Poncet    |           | Ancien cadre         |

## Population et société

### Démographie
L'évolution du nombre d'habitants est connue à travers les recensements de la population effectués dans la commune depuis 1793. Pour les communes de moins de 10 000 habitants, une enquête de recensement portant sur toute la population est réalisée tous les cinq ans, les populations de référence des années intermédiaires étant quant à elles estimées par interpolation ou extrapolation. Pour la commune, le premier recensement exhaustif entrant dans le cadre du nouveau dispositif a été réalisé en 2004.

En 2022, la commune comptait 145 habitants, en évolution de +4,32 % par rapport à 2016 (Isère : +3,07 %, France hors Mayotte : +2,11 %).
| 1793 | 1800 | 1806 | 1821 | 1831 | 1836 | 1841 | 1846 | 1851 |
| ---- | ---- | ---- | ---- | ---- | ---- | ---- | ---- | ---- |
| 152  | 140  | 151  | 150  | 140  | 155  | 141  | 130  | 120  |

| 1856 | 1861 | 1866 | 1872 | 1876 | 1881 | 1886 | 1891 | 1896 |
| ---- | ---- | ---- | ---- | ---- | ---- | ---- | ---- | ---- |
| 118  | 125  | 124  | 134  | 127  | 139  | 145  | 111  | 105  |

| 1901 | 1906 | 1911 | 1921 | 1926 | 1931 | 1936 | 1946 | 1954 |
| ---- | ---- | ---- | ---- | ---- | ---- | ---- | ---- | ---- |
| 107  | 123  | 131  | 134  | 121  | 121  | 130  | 114  | 141  |

| 1962 | 1968 | 1975 | 1982 | 1990 | 1999 | 2004 | 2006 | 2009 |
| ---- | ---- | ---- | ---- | ---- | ---- | ---- | ---- | ---- |
| 137  | 108  | 89   | 85   | 98   | 124  | 123  | 122  | 150  |

| 2014 | 2019 | 2022 | - | - | - | - | - | - |
| ---- | ---- | ---- | - | - | - | - | - | - |
| 140  | 143  | 145  | - | - | - | - | - | - |

### Enseignement
La commune est rattachée à l'académie de Grenoble.

### Médias
Historiquement, le quotidien régional Le Dauphiné libéré consacre, chaque jour, y compris le dimanche, dans son édition de Romanche et Oisans, un ou plusieurs articles à l'actualité de la commune, de son canton, ainsi que des informations sur les éventuelles manifestations locales.

### Cultes
La communauté catholique et l'église paroissiale de Sousville (propriété de la commune) dépendent de la paroisse Saint Pierre Julien Eymard qui rassemble un grand nombre de villages autour de la cité de La Mure. Cette paroisse est rattachée au diocèse de Grenoble-Vienne.

## Culture et patrimoine

### Patrimoine civil
- Le Pont-Haut sur La Bonne, le long de la Route Napoléon (N85)

### Patrimoine culturel
- la bibliothèque de Sousville, dans la Maison Pour Tous

### Héraldique
|  | Sousville possède des armoiries dont l'origine et le blasonnement exact ne sont pas disponibles. |